# Kulturgeografi
Kulturgeografi er en del af geografien, som behandler menneskers forhold til jorden. Kulturgeografien er samfundvidenskabelig i sin vinkel på stoffet, mens den naturvidenskabelige vinkel dækkes af naturgeografien. Kulturgeografien studerer systematisk samspillet imellem mennesker på jordoverfladen. Specielt fokuserer man på at undersøge årsagerne og konsekvenserne af menneskelige aktiviteter fra et socialt, kulturelt, politisk og økonomisk perspektiv. Kulturgeografien behandler ikke de rent fysiske aspekter ved jordens beskaffenhed, men det er umuligt at diskutere kulturgeografi uden at tage hensyn til det fysiske miljø, der skaber det rum, hvor de menneskelige aktiviteter udspiller sig.

## Inddelinger
Kulturgeografien deles blandt andet op i:
- politisk geografi
- økonomisk geografi
- bebyggelsesgeografi
- befolkningsgeografi
- miljøgeografi
- udviklingsgeografi
- socialgeografi